# Луїза Флек
Луїза Флек), також знана як Луїза Колм або Луїза Колм-Флек, уроджена Луїза Велта (нім. Luise Fleck; 1873—1956) — австрійська кінорежисерка. Вважається другою в світі жінкою-режисером художнього фільму після Аліси Гі-Бланше.

## Життєпис

### Австрія, Вінер Кунстфільм і Віта-Фільм: до 1926
Луїза народилася у Відні. Батько — Луї Вельт, був власницею міського паноптикуму, родом з Ліона, оселився в Австрії на початку XIX століття.
Ще в дитинстві вона допомагала батькові у його бізнесі, працюючи на касі. У січні 1910 року вона з першим своїм чоловіком Антоном Колмом разом з оператором Джейкобом Флеком та її братом Клавдієм заснували Erste österreichische Kinofilms Industrie, першу компанію з виробництва фільмів в Австрії за фінансової підтримки ряду джерел включаючи батька Луїзи. Через рік вона була перейменована на Österreichisch-Ungarische Kinoindustrie GmbH, а наприкінці 1911 року, після серйозної фінансової реконструкції, була перейменована у Wiener Kunstfilm Industrie.
Основною продукцією компанії були короткі документальні роботи, зроблені у Відні та інших частинах Австро-Угорської імперії. Конкуренція була жорсткою, оскільки нова компанія зіткнулася з дуже великими французькими кінокомпаніями, які домінували на австрійському ринку.
Французькі компанії були вигнані з Австрії на початку Першої світової війни, але конкуренція не ослабла з появою надзвичайно багатої австрійської кінокомпанії Sascha-Film.  Під час війни обидві компанії боролися за домінування на ринках кінохроніки і пропаганди, але потужні фінансові ресурси Sascha-Film дозволили їй міцно зайняти лідируючі позицію в кіноіндустрії Австрії. Після політичного краху Австрії в 1918 році компанія Wiener Kunstfilm Industrie, збанкрутувала проте в 1919 році перший чоловік Луїзи Флек зміг перезапустити компанію під назвою Vita-Film.
Відразу ж почалася робота над будівництвом нових кіностудій в Розенхюгелі та в Мауері але в 1922 році в результаті серйозних розбіжностей з їх фінансовими покровителями Антон, Луїза Колм і Джейкоб Флек розірвали відносини з Vita-Film. Антон помер пізніше в тому ж році. Луїза і Флек одружилися в 1924 році і переїхали до Берліну в 1926 році.

### Німеччина 1926—1933; Австрія 1933—1940
У Німеччині Луїза Флек з другим чоловіком працювали в берлінських продюсерських компаніях, зокрема в Лідді Хегевальд та УФА. За цей період вони зняли від 30 до 40 фільмів, іноді до дев'яти за один рік. Коли Гітлер прийшов до влади в 1933 році, вони повернулися до Відня, оскільки Джейкоб Флек був євреєм, але продовжив продюсувати компанію «Хегевальд-фільм» у Відні й Празі, в той час як син Луїзи Вальтер Колм-Вельт, який отримав кваліфікацію в сфері звукорежисури в Тобісі — Tonbild-Syndikat, обіймав посаду продюсера компанії номінально.
Коли в 1938 році націонал-соціалісти захопили владу в Австрії, і контроль над австрійською кіноіндустрією практично миттєво перейшов до рук Імперської палати культури, Луїза з Джейкобом Флеком залишилися без роботи.

### Вигнання 1940—1947
Джейкоб Флек був відправлений у 1938 році до концентраційного табору Дахау, але був звільнений у 1940 році, після чого з Луїзою вирушили до Шанхаю. Вони співпрацювали з китайським режисером Фей Го в спільній роботі над фільмом Söhne und Töchter der Welt («Сини і дочки світу»), який до створення Китайської Народної Республіки був єдиним фільмом, створеним у співпраці між китайськими та іноземними режисерами. Його прем'єра відбулася 4 жовтня 1941 року в театрі Інь Ду в Шанхаї.

### Повернення до Австрії 1947—1950
В 1947 році, в тому ж році, коли була відкрита перша післявоєнна кіностудія Австрії Флоки повернулися до Відня. Луїза Флек померла в 1950 році, Джейкоб Флек три роки потому.

## Роботи
У 1911 році була випущена її перша робота як співдиректора: Die Glückspuppe («Лялька удачі»). У тому ж році вийшли й інші драми: «Der Dorftrottel» («Сільський ідіот»), «Tragödie eines Fabriksmädels» («Трагедія фабричної дівчата») і "Nur ein armer Knecht " («Просто бідолаха»). 1913 року відбулися прем'єри її робіт як режисера і продюсера «Der Psychiater» («Психіатр») та Das Proletarierherz («Серце пролетаріату»).
Під час Першої світової війни вона керувала пропагандистськими драмами «Mit Herz und Hand fürs Vaterland» («З рукою і серцем за Батьківщину») (1915) і «Gott Mit für Kaiser und Reich» («З Богом за Кайзера і Рейх») (1916). 1918 року з'явився «Der Doppelselbstmord» («Подвійне самогубство»).
Вона також екранізувала австрійську літературу в «Die Ahnfrau» («Предок»), засновану на однойменній п'єсі Франца Ґрільпарцера. З 1911 по 1922 роки, коли помер її перший чоловік Антон, Луїза зняла понад 45 фільмів.
Луїза Колм, як її тоді називали, відповідала за постановку в студії соціально-критичних драм, які стосувалися питань класових конфліктів та ідеологічних питань, на відміну від стандартних постановок інших кіностудій того часу. Актор Едуард Секлер, який працював на Wiener Kunstfilm, описав її так: «Луїза Колм була блискучим всебічним талантом, в той час як її чоловік Колм тільки доглядав за грошима — вона робила все, вона вирізала і склеювала фільми, писала інтертитри і допомагала своєму братові в лабораторії. Без її прагнення та ініціативи сумнівно, що фірма могла б існувати». 
Її подальшими роботами стали екранізація трагедії Артура Шніцлера «Flirtation» в 1927 році і «When the Soldiers» в 1931 році. Священик з Кирхфельда з'явився в кінотеатрах в 1937 році. Це було перше виробництво звукового фільму Луїзи і Джейкоба Флека за відомою антиклерикальною п'єсою Людвіга Анценгрубера 1870 року після двох німих фільмів 1914 і 1926 років.
У загальній складності Луїза Флек написала не менше 18 сценаріїв, зняла 53 фільми і як продюсер випустила 129 фільмів. При цьому деякі джерела припускають набагато вищі цифри.

## Вибрана фільмографія
- Чардаш (1935) Csardas
- Unser Kaiser (1933)
- Ein Auto und kein Geld (1932)
- Wenn die Soldaten… (1931)
- Der Fleck auf der Ehr' (1930)
- Die Csikosbaroneß (1930)
- Варшавська цитадель (1930) Die Warschauer Zitadelle
- Спадок у банку Рейхенбах (1930) Einbruch im Bankhaus Reichenbach
- Царевич (1929) Der Zarewitsch
- Der Leutnant Ihrer Majestät (1929)
- Die lustigen Vagabunden (1928)
- Die schönste Frau von Paris (1928)
- Маленька рабиня (1928) Die kleine Sklavin
- Яхта семи гріхів (1928) Die Yacht der sieben Sünden
- Frauenarzt Dr. Schäfer (1928)
- Der fröhliche Weinberg (1927)
- Бідний студент (1927) Der Bettelstudent
- Wenn Menschen reif zur Liebe werden (1927)
- Орлов (1927) Der Orlow
- Гра в кохання (1927) Liebelei
- Das Fürstenkind (1927)
- Die Tochter der Frau von Larsac (1924)
- Frühlingserwachen (1924)
- Olga Frohgemut (1922)
- Herzblut (1920)
- Аніта (1920) Anita
- Freut Euch des Lebens (1920)
- Праматір (1919) Die Ahnfrau
- Die Zauberin am Stein (1919)
- Seemannsbraut (1919)
- Lumpazivagabundus (1919)
- Seine schwerste Rolle (1919)
- Die Schlange der Leidenschaft (1918)
- Жидівка (1918) Die Jüdin
- Don Cäsar, Graf von Irun (1918)
- Безкоштовний сервіс (1918) Freier Dienst
- Король бавиться (1918) Der König amüsiert sich
- Die Geisel der Menschheit (1918)
- Der Doppelselbstmord (1918)
- Der Schandfleck (1917)
- Im Banne der Pflicht (1917)
- Der Verschwender (1917)
- Рудий принц (1917) Der rote Prinz
- Kommt Mir keiner aus (1917)
- Lebenswogen (1917)
- За віру, царя і отечество (1916) Gott Mit für Kaiser und Reich
- Auf der Höhe (1916)
- Die Tragödie auf Schloss Rottersheim (1916)
- Die Landstreicher (1916)
- Sommeridylle (1916)
- Armer Teufel (1916)
- Das verhängnisvolle Rezept (1916) … короткометражка
- Der Traum des österreichischen Reservisten (1915)
- Mit Herz und Hand fürs Vaterland (1915)
- Der Meineidbauer (1915)
- Mutter Sorge (1915)
- Der Pfarrer von Kirchfeld (1914)
- Svengali (1914)
- Unrecht Gut gedeihet nicht (1913)
- Zweierlei Blut (1912)
- Der Unbekannte (1912)
- Trilby (1912)
- Die Glückspuppe (1911) … короткометражка
- Der Dorftrottel (1911) … короткометражка
- Hoffmanns Erzählungen (1911) … короткометражка
- Mutter (1911)